# Sud (Metro de Charleroi)
La estación de Sud es una estación de la red de Metro de Charleroi, operada por las líneas    y .
Es la estación más importante de la red, porque conecta con el resto de servicios ferroviarios a Bruselas, Namur o Lille.

## Presentación
Es la primera estación del metro que entró en servicio. Da servicio y toma su nombre de la Estación de Charleroi-Sud, que se compone de la estación de tren y un gran intercambiador de autobuses hacia toda el área metropolitana.

## Accesos
- Quai de la Gare du Sud

## Conexiones
| Línea | Procedencia                 | Parada           | Destino                        |
| ----- | --------------------------- | ---------------- | ------------------------------ |
| 1     | MONTIGNIES-SUR-SAMBRE Place | CHARLEROI Sud    | MONTIGNY-LE-TILLEUL GB Bomerée |
| 3     | MONTIGNIES-SUR-SAMBRE Place | CHARLEROI Sud    | JAMIOULX Prison                |
| 13    | CHARLEROI Sud               | CHARLEROI Sud    | PRESLES Cité Scolaire          |
| 14    | CHARLEROI Sud               | CHARLEROI Sud    | GILLY Gazomètre                |
| 18    | JUMET Dépôt                 | CHARLEROI Sud    | CHÂTELET Pierre Jouet          |
| 19    | CHARLEROI Sud               | CHARLEROI Sud    | GERPRINNES Centre              |
| 20    | CHARLEROI Sud               | CHARLEROI Sud    | LOVERVAL IMTR                  |
| 21    | CHARLEROI Sud               | CHARLEROI Sud    | MARCINELLE Hublinbu            |
| 25    | CHARLEROI Sud               | CHARLEROI Sud    | GILLY Gazomètre                |
| 35    | CHARLEROI Sud               | CHARLEROI Sud    | FARCIENNES L'Ysle-Marais       |
| 43    | CHARLEROI Sud               | CHARLEROI Sud    | CHARLEROI Sud                  |
| 52    | CHARLEROI Sud               | CHARLEROI Sud    | GOURDINE Place                 |
| 68    | CHARLEROI Sud-Quai 01       | CHARLEROI Sud-Q1 | CHARLEROI Sud-Quai 01          |
| 70    | CHARLEROI Sud               | CHARLEROI Sud    | MONTIGNY-LE-TILLEUL Vésale     |
| 71    | CHARLEROI Sud               | CHARLEROI Sud    | MONCEAU-SUR-SAMBRE Moulin      |
| 83    | CHARLEROI Sud               | CHARLEROI Sud    | CHARLEROI Sud                  |
| 85    | CHARLEROI Sud               | CHARLEROI Sud    | JUMET Brulotte                 |
| 86    | CHARLEROI Sud               | CHARLEROI Sud    | GOSSELIES Athénée              |
| 109   | CHARLEROI Sud               | CHARLEROI Sud    | CHIMAY Gare                    |
| 138   | CHARLEROI Sud               | CHARLEROI Sud    | FLORENNES Gare d'autobus       |
| 170   | CHARLEROI Sud               | CHARLEROI Sud    | MONTIGNY-LE-TILLEUL Vésale     |
| 173   | CHARLEROI Sud               | CHARLEROI Sud    | PIÉTON SNCB                    |
| 451   | CHARLEROI Sud               | CHARLEROI Sud    | NEUVILLE Église                |
| A     | CHARLEROI Sud               | CHARLEROI Sud-Q1 | CHARLEROI Airport              |
| CITY  | CHARLEROI Ville Haute       | CHARLEROI Sud    | CHARLEROI Ville Basse          |